# Aziatisch-Oceanisch kampioenschap korfbal 2002
Het Aziatisch-Oceanisch kampioenschap korfbal 2002 was de vijfde editie van dit toernooi. 
Voor de eerste keer in de toernooigeschiedenis namen 5 landen deel aan het toernooi.

## Deelnemers
- India (gastland)
- Chinees Taipei (titelverdediger)
- Australië
- Hongkong
- Japan

## Toernooi

### Poule Fase
|                  |          |        |           |                                      |
| 13 februari 2002 | Hongkong | 6 - 23 | Australië | Scheidsrechter: Pei Ling Cheng (HKG) |
| 13 februari 2002 |          |        |           | Scheidsrechter: Pei Ling Cheng (HKG) |

|                  |       |         |       |                                       |
| 13 februari 2002 | Japan | 12 - 16 | India | Scheidsrechter: Shayne Phillips (AUS) |
| 13 februari 2002 |       |         |       | Scheidsrechter: Shayne Phillips (AUS) |

|                  |           |        |       |                                       |
| 14 februari 2002 | Australië | 18 - 5 | Japan | Scheidsrechter: Mahinder Mahesh (IND) |
| 14 februari 2002 |           |        |       | Scheidsrechter: Mahinder Mahesh (IND) |

|                  |                |        |          |                                    |
| 14 februari 2002 | Chinees Taipei | 27 - 4 | Hongkong | Scheidsrechter: Deepak Dutta (IND) |
| 14 februari 2002 |                |        |          | Scheidsrechter: Deepak Dutta (IND) |

|                  |       |         |           |                                      |
| 14 februari 2002 | India | 13 - 30 | Australië | Scheidsrechter: Pei Ling Cheng (HKG) |
| 14 februari 2002 |       |         |           | Scheidsrechter: Pei Ling Cheng (HKG) |

|                  |       |        |          |                                       |
| 15 februari 2002 | Japan | 9 - 18 | Hongkong | Scheidsrechter: Mahinder Mahesh (IND) |
| 15 februari 2002 |       |        |          | Scheidsrechter: Mahinder Mahesh (IND) |

|                  |       |         |                |                                       |
| 15 februari 2002 | India | 13 - 23 | Chinees Taipei | Scheidsrechter: Shayne Phillips (AUS) |
| 15 februari 2002 |       |         |                | Scheidsrechter: Shayne Phillips (AUS) |

### Wedstrijden voor bepaling eindstand
|                  |       |        |                |                                       |
| 16 februari 2002 | Japan | 4 - 21 | Chinees Taipei | Scheidsrechter: Shayne Phillips (AUS) |
| 16 februari 2002 |       |        |                | Scheidsrechter: Shayne Phillips (AUS) |

|                  |          |         |       |                                      |
| 16 februari 2002 | Hongkong | 13 - 17 | India | Scheidsrechter: Pei Ling Cheng (HKG) |
| 16 februari 2002 |          |         |       | Scheidsrechter: Pei Ling Cheng (HKG) |

|                  |                |         |           |                                    |
| 16 februari 2002 | Chinees Taipei | 18 - 14 | Australië | Scheidsrechter: Deepak Dutta (IND) |
| 16 februari 2002 |                |         |           | Scheidsrechter: Deepak Dutta (IND) |

## Eindstand van het toernooi
| Plaats op ranglijst | Team           |
| ------------------- | -------------- |
| Goud                | Chinees Taipei |
| Zilver              | Australië      |
| Brons               | India          |
| 4                   | Hongkong       |
| 5                   | Japan          |

| Kampioen van 2002 |
| ----------------- |
| Chinees Taipei    |

1990 · 
1992 · 
1994 · 
1998 · 
2002 · 
2004 · 
2006 · 
2010 · 
2014 · 
2018 · 
2022 ·